# Dicranomyia melanantha
Dicranomyia melanantha là một loài ruồi trong họ Limoniidae. Chúng phân bố ở miền Cổ bắc.